# Bollebygd község
Bollebygd község (svédül: Bollebygds kommun) Svédország 290 községének egyike. 
A mai község 1974-ben jött létre.

## Települései
A községben 10 település található:
| Település      | Népesség | Megjegyzés         |
| -------------- | -------- | ------------------ |
| Bollebygd      |          | a község székhelye |
| Hultafors      |          |                    |
| Olsfors        |          |                    |
| Töllsjö        |          |                    |
| Björkered      |          |                    |
| Grönbo         |          |                    |
| Spjuthult      |          |                    |
| Grönkullen     |          |                    |
| Tenkulla-Årred |          |                    |
| Tullebo        |          |                    |

## Külső hivatkozások
- Hivatalos honlap